# 419 f.Kr.

## Händelser

### Efter plats

#### Grekland
- Trots att Nikias fred fortfarande gäller samlar Spartas kung Agis II en stark armé vid Filos och anfaller Argos genom att marschera norrifrån under natten. Hans allierade boeotiska styrkor förmår inte hjälpa honom, men han lyckas få till ett fördrag med Argos.

### Efter ämne